# Ордзивекки
Ордзивекки (итал. Orzivecchi) —коммуна в Италии, в провинции Брешиа области Ломбардия.
Население составляет 2286 человек, плотность населения составляет 254 чел./км². Занимает площадь 9 км². Почтовый индекс — 25030. Телефонный код — 030.
Покровителями коммуны почитаются святые апостолы Пётр и Павел, празднование 29 июня.